# Daryl van Mieghem
Daryl van Mieghem (Amsterdam, 5 dicembre 1989) è un calciatore olandese, attaccante dell'ADO Den Haag.

## Carriera
Ha giocato nella prima divisione olandese con l'Heracles Almelo (con cui ha giocato anche una partita nei turni preliminari di Europa League), con l'Excelsior e, per una stagione, con il De Graafschap.